# William Tyrer Gerrard
William Tyrer Gerrard (c. 1831, Ciudad del Cabo - 1866) fue un botánico, pteridólogo, y explorador anglo-sudafricano, recolector en Colonia de Natal y Madagascar en los 1860s.

## Biografía
Nació en Knowsley, Merseyside, Inglaterra, y murió a los 34 años o 35 de fiebre amarilla en julio de 1866, en Foulepointe (ahora Mahavelona), Madagascar. Fue activo como recolector botánico en Australia y en Colonia de Natal, donde por primera vez recoge varios géneros y más de 150 especies previamente desconocidas, y desde que envió un cerdo hormiguero Orycteropus afer al Biblioteca Libre Pública, del Museo Derby. Dejó Natal en abril de 1865 hacia Madagascar costera, donde hizo grandes recolecciones de plantas, insectos y aves, antes de sucumbir a la enfermedad. Legó especímenes al Derby Museum en Liverpool en 1867.

## Honores

### Eponimia
Género
- (Cucurbitaceae) Gerrardanthus Harv. ex Benth. & Hook.f.[2]

Especies (109 + 6 + 1 registros)
- (Anacardiaceae) Rhus gerrardii (Engl.) Harv. ex Diels[3]

- (Sapotaceae) Sideroxylon gerrardianum (Hook.f.) Aubrév.[4]

- (Scrophulariaceae) Bowkeria gerrardiana Harv. ex Hiern[5]

- (Xyridaceae) Xyris gerrardii N.E.Br.[6]
- La abreviatura «Gerrard» se emplea para indicar a William Tyrer Gerrard como autoridad en la descripción y clasificación científica de los vegetales.[7]